# Mycetophila dollylanfrancoae
Mycetophila dollylanfrancoae är en tvåvingeart som beskrevs av Duret 1983. Mycetophila dollylanfrancoae ingår i släktet Mycetophila och familjen svampmyggor. Inga underarter finns listade i Catalogue of Life.